# Fuhne
Die Fuhne ist ein rechter Nebenfluss der Saale und ein indirekter linker Nebenfluss der Mulde.

## Geographie

### Verlauf
Die Fuhne hat keine Quelle, sondern einen von Oberflächen- und Sickerwasser eines Feuchtgebietes gespeisten Scheitelbereich. Das heutige Gewässerbett besitzt also eine Bifurkation genannte Verzweigung. Östlich von Zehbitz fließt ihr westlicher Teil zur Saale, die er im zur Stadt Bernburg (Saale) gehörenden Ortsteil Dröbel erreicht. Der östliche Teil mündet in Jeßnitz in das Spittelwasser, einen Nebenfluss der Mulde. Der zur Mulde entwässernde Teil ist dabei nicht natürlich entstanden, sondern geht auf Entwässerungsmaßnahmen der sumpfigen Niederung gegen Ende des 16. Jahrhunderts zurück, als neu geschaffene Gräben wie der Landgraben so an das Gewässer angeschlossen wurden, dass der zentrale Abschnitt des neuen Grabens Gefälle in beide Richtungen hatte. Die sumpfige, als Grünland bewirtschaftete Niederung zwischen Mulde und Saale, in der die Fuhne liegt, ist Teil einer eiszeitlichen Rinne, die früher ausschließlich nach Westen hin entwässerte und Wasser aus dem Muldegebiet Richtung Elbe abführte. Diese Niederung wurde durch die Entwässerungen reaktiviert.
Mulde und Saale sind direkte Nebenflüsse der Elbe. Bis in die 1990er-Jahre galt der östliche Teil der Fuhne wegen Einleitungen von Industrieabwässern als belastet.
Die Fuhne hat eine Länge von 55 km, davon umfasst der westliche Teil etwa 42,9 km, der östliche 12,15 km. Bis auf wenige Ausnahmen umfasst der Flussverlauf im südlichsten Teil die Grenze zwischen dem damaligen Herzogtum Anhalt und der ehemaligen preußischen Provinz Sachsen. Der Fluss grenzt hier außerdem den Dialektbereich der anhaltischen Mundart von den umliegenden Gebieten, teilweise scharf und deutlich wahrnehmbar, ab.

#### Westliche Fuhne
Der Westlauf der Fuhne fließt überwiegend durch ländliches Gebiet und beschreibt insgesamt fast einen Halbkreis, erst nach Südwesten bis nördlich von Zörbig, dann ein langes Stück nach Westen bis in die Nähe von Löbejün, dann nach Nordwesten bis in die Nähe von Könnern, schließlich nach Norden bis zur Mündung bei Bernburg.
Seitliche Zuflüsse tragen wesentlich zu ihrer Wasserführung bei.
- Schon 2 km nach dem Scheitel mündet ein 3 km langer namenloser Bach aus Löberitz (Ortsteil der Stadt Zörbig), der gerne für Oberlauf der Fuhne gehalten wird.
- Ebenfalls von links mündet 6,7 km nach dem Scheitel der 34,3 km lange Strengbach, der bei Glesien heutzutage am Rand des Flughafens Leipzig/Halle entspringt und zusammen mit dem anschließenden Fuhnelauf den längsten Fließweg in deren System bildet, 72,5 km.
- Der nächste nennenswerte Zufluss ist der fast 7 km lange Nesselbach aus Prosigk von Norden, der bei Cösitz mündet.
- Die 23 km lange Riede entspringt im Süden bei Oppin in der Nähe von Halle (Saale) und mündet bei Glauzig.
- Die Ziethe mündet bei Plömnitz in den nordwärts gerichteten Unterlauf. Sie entsteht aus Abzweigungen aus dem Libbesdorfer Landgraben und ist selber 25,5 km, ab dessen Quellen in Quellendorf 28,4 km lang.

#### Östliche Fuhne
Die östliche Fuhne hat einen S-förmigen Verlauf und passiert das Industriegebiet bei Bitterfeld: Nordostwärts bis Salzfurtkapelle, ostsüdostwärts bis zur Bahnstrecke Dessau-Leipzig und dann ein kurzes Stück nordostwärts bis zur Mündung ins Spittelwasser. Große Zuflüsse hat sie nicht. Kurz vor dieser Mündung wird sie vom Schachtgraben überquert.

### Städte, Gemeinden und Ortschaften an der Fuhne

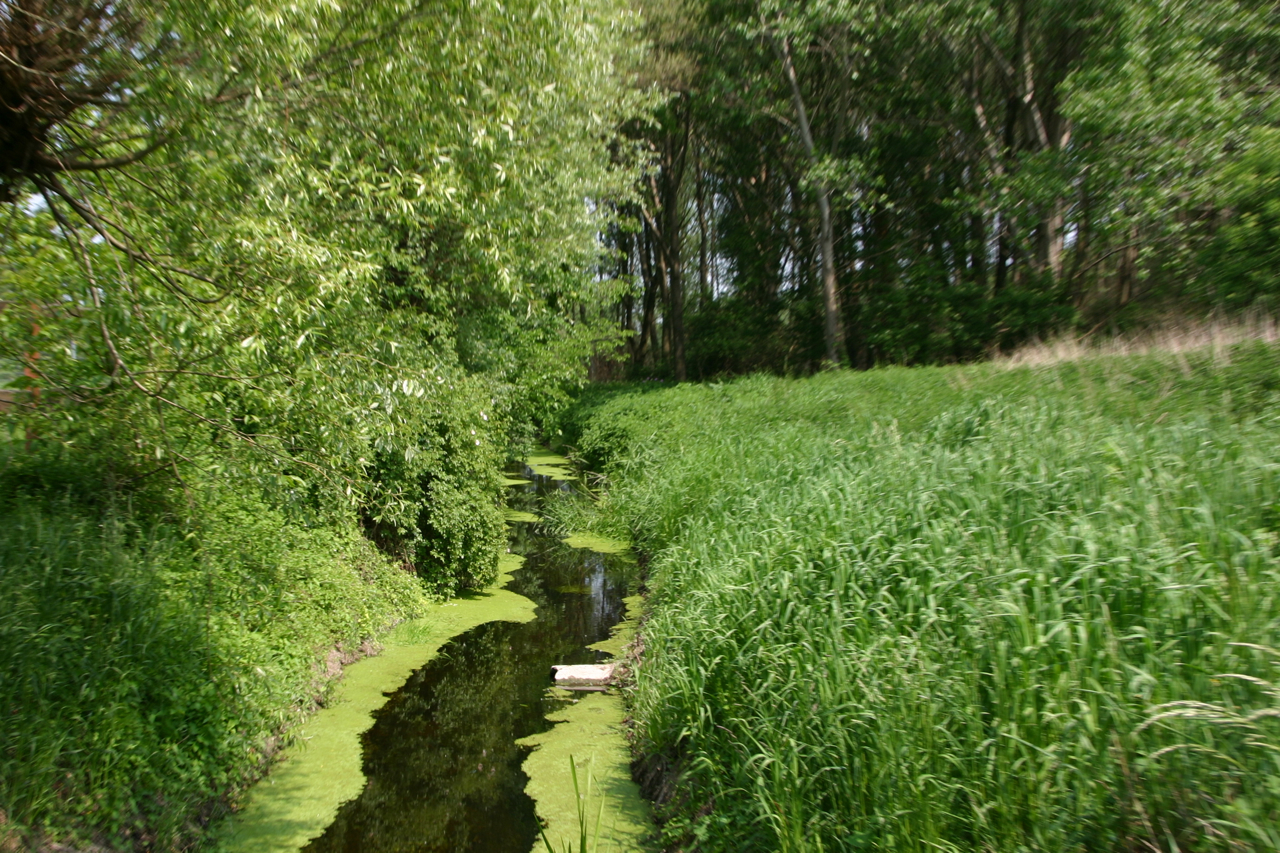
Bei Trebbichau

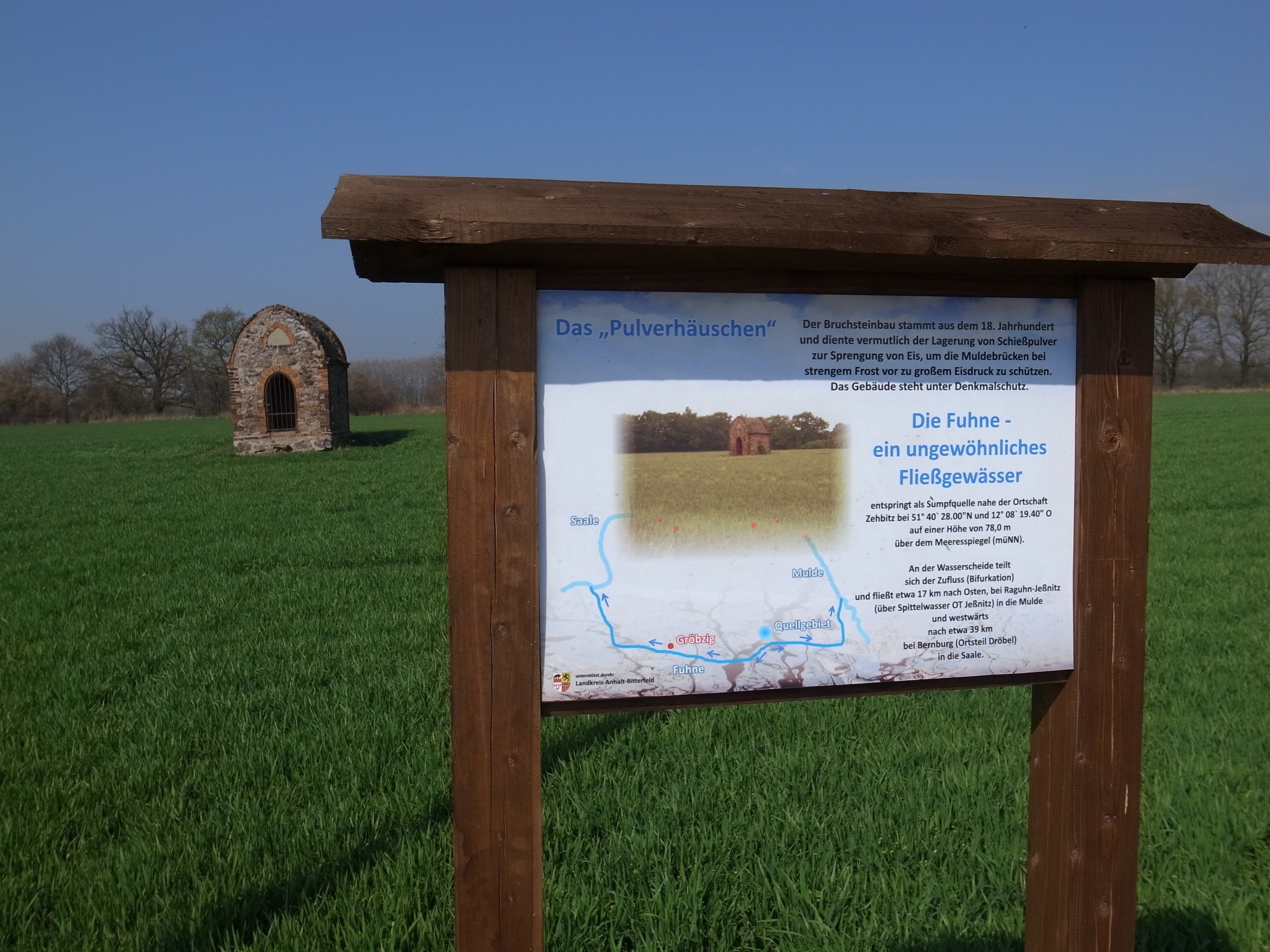
Informationstafel zur Fuhne bei Jeßnitz

| - Bernburg (Saale) - Könnern - Preußlitz - Baalberge - Gröbzig - Werdershausen - Löbejün - Wieskau - Plötz - Trebbichau an der Fuhne - Glauzig | - Radegast (Südliches Anhalt) - Zörbig - Zehbitz - Bitterfeld-Wolfen - Jeßnitz (Anhalt) - Raguhn - Ostrau (Petersberg) |

## Namensherkunft
Zum Ursprung des Flussnamens gibt es verschiedene Theorien. Möglicherweise liegt dem Namen eine Zusammensetzung der mittelhochdeutschen Begriffe fon bzw. fun oder fûl (faul, faulig) und ahâ (Wasserlauf, Fluss, Wasser) zugrunde, was die Deutung „Sumpf-Fluss“ zulässt, die auf die Lage des Gewässers in einem Sumpfgebiet anspielt.
Eine andere Theorie vermutet einen Zusammenhang des Namens mit dem gotischen funins (Feuer), wonach der Name des Flüsschens „glänzendes Wasser“ bedeuten könnte.
Historisch belegt ist hingegen die Entwicklung der Schreibweise von Fona über Fonam, Vona, Vonam, Uonam, Vůne und Voynen zum heutigen Wort Fuhne.

## Tourismus
- Der Fuhne-Radweg entlang des Flusses verbindet den Saale-Radwanderweg mit dem Mulderadweg.